# Johann Karl Ehrenfried Kegel
 (mars 2020).
Si vous disposez d'ouvrages ou d'articles de référence ou si vous connaissez des sites web de qualité traitant du thème abordé ici, merci de compléter l'article en donnant les références utiles à sa vérifiabilité et en les liant à la section « Notes et références ».
Pour les articles homonymes, voir Kegel.
Johann Karl Ehrenfried Kegel (3 octobre 1784, Mansfeld - 25 juin 1863, Odessa) était un agronome allemand et explorateur du Kamtchatka.

## Biographie
Kegel naquit à Friesdorf près de la région allemande du Harz et fit ses études à Copenhague. Au cours de l’hiver 1826/1827, il alla à Saint-Pétersbourg. En 1841 le gouvernement Russe l’envoya au Kamtchatka pour qu’il explore les possibilités agricoles et minières. Ayant traversé la Sibérie, il s’embarqua à Okhotsk pour Kamtchatka et y arriva naufragé.
Depuis Petropavlovsk, il entama plusieurs expéditions de quelques mois dans l’intérieur du pays. Afin d’explorer le sol et de faire des essais de semences, il voyageait durant la période du printemps et de l’été, bien que durant cette période les chemins fussent presque impraticables. Ses reportages non seulement décrivent la flore et la faune, les sols et la géologie du pays, mais aussi la vie des populations locales et leur oppression par les autorités. Kegel reconnut la richesse potentielle du pays, pourvu qu’il soit bien administré, et découvrit des ressources minérales. En plus, il proposa des améliorations des conditions de vie de la population indigène et critiqua l’oppression.
Son action était entravée par les autorités locales qui étaient corrompues. Elles tenaient plutôt aux profits personnels par le trafic de peaux qu’au développement du pays et redoutaient son intégrité. Néanmoins il parvint à achever sa mission et rentra, en mauvais état de santé, en 1847. Ses reportages, qui sont les plus précis de cette époque, ne purent être publiés de son vivant, du fait que cela aurait mené à la perte de sa liberté ou pire encore.
Johann Karl Ehrenfried Kegel mourut à Odessa en 1863.